# Aaptos bergmanni
Aaptos bergmanni là một loài động vật thân lỗ thuộc họ Suberitidae. Loài này được mô tả năm 1950 bởi de Laubenfels.